# Swindon (borough)
Swindon est un district non métropolitain doté du statut de borough relevant d’une autorité locale unique situé dans le comté de Wiltshire, en Angleterre. Son chef-lieu est Swindon.

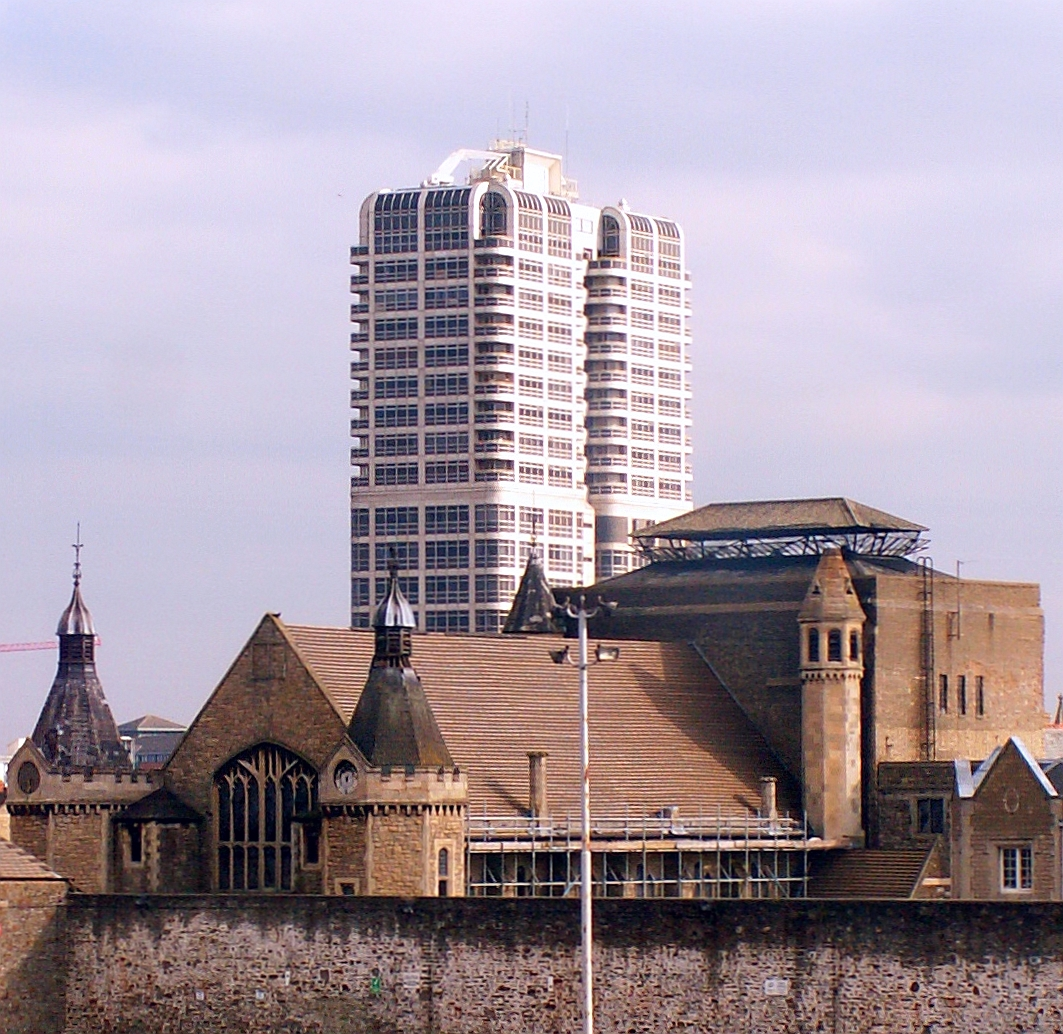
Vue de la tour David Murray John, Swindon